# NRJ
NRJ (Nouvelle Radio Jeune) è una radio francese edito dal gruppo NRJ Group, creato da due francesi Jean-Paul Baudecroux e Max Guazzini il 15 luglio 1981.